# Свидание с убийцей (фильм, 1948)
«Свидание с убийцей» (англ. Appointment with Murder) — американский детективный фильм режиссёра Джека Бернхарда, который вышел на экраны в 1948 году.
Это второй из трёх фильмов сериала малобюджетной кинокомпании Film Classics с Джоном Калвертом в роли детектива по имени Сокол. В этом фильме Сокол, он же Майкл Уэринг, в качестве страхового следователя ведёт поиски двух работ известного художника эпохи Ренессанса Габриэля Мантеньи. Некий Нортон Бенедикт (Джек Рейтцен), сотрудничающий с галереей из Лос-Анджелеса, принадлежащей Лоррейн В. Бринкли (Кэтрин Крейг), уже вывез из Италии одну работу художника и собирается вывезти ещё одну. Его планам мешает Майкл, который в Милане перехватывает вторую картину, доставляя её в офис своей компании. После убийства итальянского художника Донатти (Питер Брокко), который утверждал, что написал копии работ Мантеньи, расследование переносится в Лос-Анджелес, где Майкл разоблачает Бенедикта как мошенника и убийцу.
В первоначальном варианте картины фамилия Сокола звучала как «Уэринг», однако при последовавшей вскоре переозвучке она была изменена на «Уотлинг».
Несмотря на интересный запутанный сюжет, фильм получил невысокие отзывы критики из-за низкокачественных производственных качеств и слабой актёрской игры.

## Сюжет
В художественной галерее Brinckley в Лос-Анджелесе её владелица Лоррейн В. Бринкли (Кэтрин Крейг) встречается со своим деловым партнёром Нортоном Бенедиктом (Джек Рейтцен), который недавно привёз из Италии очень ценную картину художника Ренессанса Габриэля Мантеньи и вновь собирается в Италию, чтобы приобрести ещё одну работу этого мастера.
Тем временем в Милане знаменитый детектив Майкл Уэринг (Джон Калверт), известный как Сокол, который работает следователем Международной страховой компании, приходит в мастерскую к художнику Джузеппе Донатти (Питер Брокко) с просьбой продать ему картину Мантеньи. Донатти и его партнёр Мартин Минеччи (Бен Уэлден) дают Майклу имеющуюся у них картину, соглашаясь получить оплату завтра. После ухода Майкла выясняется, что Донатти и Минеччи собираются сначала продать ему картину за пять тысяч долларов, а затем Минеччи украдёт её. Тем временем Майкл приносит картину для оценки итальянскому художественному эксперту Марио Фарелло (Карло Скипа), который тут же готов заплатить за неё пятнадцать тысяч долларов. Он предлагает Майклу продать картину ему, а своей компании сообщить, что не нашёл картину. Как понимает Уэринг, поскольку этой картины Мантеньи нет в каталогах, она может быть бесценной, а может ничего не стоить. После ухода детектива из-за ширмы появляется Минеччи, который работает на Фарелло. Фарелло предупреждает, что никто не должен узнать, что Донатти продаёт копии шедевров старых мастеров. Вечером при встрече в номере у Майкла под большим секретом Донатти признаётся, что он сам написал эту картину. Он также рассказывает, что ранее уже продал написанную им картину этой серии в художественную галерею Brinckley. Майкл оставляет себе картину, обещая завтра в мастерской заплатить за неё 2500 долларов. Той же ночью Бенедикт проникает в квартиру Майкла в попытке украсть картину Мантеньи. Майкл вовремя просыпается, и после небольшой стычки, Бенедикт убегает, забывая пистолет, который недавно был использован. На следующее утро Майкл приходит к Донатти, обнаруживая того убитым.
Вернувшись в Лос-Анджелес, Майкл показывает привезённую картину директору страховой компании Фреду Мюллеру (Лайл Тэлбот). Мюллер рассказывает, что в 1945 году, когда было обнаружено, что две картины Мантеньи были украдены из поместья графа Дано (Роберт Конте), его компания выплатила графу страховку в размере 80 тысяч долларов. Теперь, если Мюллеру удастся вернуть обе картины, граф должен будет вернуть компании эту сумму. Майкл говорит Мюллеру, что эту картину написал современный художник, с которым он встречался. Затем Майкл наносит визит графу, показывая ему картину. Граф принимает её за подлинник, но Майкл сообщает, что это копия, написанная Донатти. Затем Майкл приходит в художественную галерею Brinckley, где Лоррейн проверяет его картину на специальном оборудовании, после чего уверенно утверждает, что обе картины Мантеньи подлинные. Майкл же уверяет её в том, что они написаны современным художником Донатти, который недавно был убит. Чтобы не навредить бизнесу и продать обе картины по максимальной цене, Майкл предлагает Лоррейн создать партнёрство по продаже двух картин.
По предложению Майкла они сдают обе картины в камеру хранения на вокзале Юнион-Стейшн. Затем Майкл разрывает багажную квитанцию пополам, отдавая одну половину Лоррейн. Он говорит, что, когда она найдет покупателя, они вместе получат картины в камере хранения. Майкл отвозит Лоррейн домой, а затем подглядывает за ней, когда она прячет свою часть квитанции в задник висящей у неё картины. Тем временем Мюллер встречается с графом Дано, сообщая ему, что скоро у него будут две украденные картины Мантеньи. Он вернёт их графу, но тот должен будет вернуть страховой компании сумму выплаченной ему страховки. Граф заявляет, что Майкл показывал ему не подлинник, а копию Мантеньи, выполненную современным художником. Миллер в свою очередь выражает сомнение, были ли изначально картины графа подлинными. Дано говорит, что компании нужно будет доказать, что Майкл нашёл именно те картины, которые принадлежали ему. По возвращении Бенедикта из Италии Лоррейн рассказывает ему о своём новом партнёре, который привёз из Италии вторую картину Мантеньи, и Бенедикт сразу догадывается, о ком идёт речь. Он говорит, что, возможно, именно Майкл убил Донатти, но отказывается от предложения Лоррейн связываться с полицией, чтобы не вызывать скандала. Бенедикт заявляет, что как эксперт он уверен в подлинности обеих картин. Он предлагает, чтобы Лоррейн представила его Майклу как потенциального покупателя. В свою очередь Лоррейн предлагает поступить по-другому.
Ночью, пробравшись в галерею, Майкл в рабочем кабинете Лоррейн выясняет, что она производила значительные выплаты наличными Бенедикту. Пока Майкл изучает бухгалтерскую книгу галереи, туда проникает Минеччи. Между ними начинается драка, в которой Майкл одерживает верх, после чего анонимно звонит в полицию и быстро уезжает. По возвращении домой Майкл застаёт там графа Дано, который предлагает договориться, так как у него нет 80 тысяч долларов, чтобы вернуть страховой компании деньги за полученные картины. При следующей встрече Лоррейн сообщает Майклу, что у неё есть клиент, заинтересованный в покупке картин, и она готова сама получить картины и провести всю сделку, если он отдаст ей свою часть квитанции. Когда Майкл отказывается, она втайне от Майкла сообщает об этом Бенедикту. Майкл по параллельной линии подслушивает этот разговор, после чего незаметно подменяет спрятанную Лоррейн часть квитанции. Когда Уэринг возвращается домой, двое вооружённых бандитов вывозят его на склад, где избивают и требуют отдать ми картины. Майклу удаётся обмануть бандитов и после короткой перестрелки сбежать.
Лоррейн приезжает к Бенедикту, который уговаривает её, используя свои женские чары, уговорить служащего камеры хранения выдать багаж по половине квитанции. Тот действительно соглашается выдать им багаж, но это оказываются совсем не картины. Когда обманутый Бенедикт возвращается домой, поджидающий его Майкл приглашает проехать в галерею посмотреть картины. В галерее, после того, как Майкл достаёт завёрнутые в пакет полотна, Бенедикт наставляет на него пистолет, и к нему присоединяется Лоррейн. В этот момент Майкл незаметно включает магнитофон, записывая дальнейший разговор, в ходе которого Бенедикт признается, что убил Донатти, когда тот заявил, что собирается наводнить рынок подделками, подобными этим картинам Мантеньи. Лоррейн понимает, что Бенедикт знал, что картины поддельные и намеревался продать как подлинные. Когда она разворачивает переданные Майклом свёртки, то обнаруживает что это чистые холсты. Бенедикт угрожает убить Майкла, но Лоррейн останавливает его.
Майкл предлагает им работать вместе, разделив прибыль от продажи на троих. Стоимость двух подлинных картин Мантеньи, проданных вместе, Лоррейн оценивает в 150 тысяч долларов. Майкл заявляет, что в данный момент картины находятся в сейфе его отеля. Утром все трое приезжают в отель, где Майкл передаёт портье квитанцию, на которой незаметно пишет, чтобы тот вызвал полицию. Портье делает это, затем забирает картины из хранилища и возвращается к стойке регистрации с пистолетом. Бенедикт стреляет в него первым, после чего Майкл прыгает на Бенедикта, завязывая драку. Бенедикт одерживает верх и забирает картины. В этот момент прибывает полиция, но Бенедикт, наставив пистолет на Майкла, пытается таким образом выйти из отеля. В дверях гостиницы полицейские хватают Бенедикта за оружие и быстро задерживают, но в суматохе убегает Лоррейн. Майкл и полиция находят её в галерее, где Майкл рассказывают, что записал слова Бенедикта на магнитофон, где он фактически признаётся в убийстве Донатти. Из слов Бенедикта следует, что Лоррейн об этом ничего не знала, и не может считаться соучастницей преступления. Далее Майкл неожиданно заявляет, что эти две картины на самом деле являются подлинниками, а убитый Донатти был не создателем картин, а лишь посредником при их перепродаже, входя в преступную группу с ворами — задержанным в Италии Фарелло и арестованным в Лос-Анджелесе Минеччи. В своё время они выкрали картины и теперь пытались их перепродать Бенедикту как высококачественные подделки, которые он смог бы реализовать в Америке как подлинники. Майкл заявляет, что Лоррейн готова продать их за 150 тысяч долларов, что позволит графу расплатиться со страховой компанией. После этих слов Майкл предлагает закрыть дело и уходит вместе с Лоррейн.

## В ролях
- Джон Калверт — Майкл Уэринг (Уотлинг), он же Сокол
- Кэтрин Крейг — Лоррейн В. Бринкли
- Джек Рейтцен — Нортон Бенедикт
- Лайл Тэлбот — Фред Мюллер
- Питер Брокко — Джузеппе Донатти
- Бен Уэлден — Мартин Минеччи
- Роберт Конте — граф Дано
- Джей Гриффит — детектив

## История создания фильма
Этот фильм является пятнадцатым в сериале 1940-х годов о Соколе и вторым в трилогии фильмов студии Film Classics с Джоном Калвертом в главной роли. Перед этим фильмом вышла картина «Дьявольский груз» (1948), а год спустя появился последний фильм о Соколе «В поисках опасности» (1949).
Рабочее название фильма — «Свидание с убийством» (англ.  A Date with Murder).
Как отметил историк кино Рон Беккер, «в большинстве существующих копий трёх последних фильмов о Соколе имя главного героя звучит как „Майкл Уотлинг“, которое в звуковой дорожке наложено вместо имени „Майкл Уэринг“. Вероятно, это было связано с тем, что возникли проблемы с правами на имя „Уэринг“, которое с 1943 года использовалось в радиосериале о Соколе».
Фильм находился в производстве в начале августа 1948 года и вышел на экраны 24 ноября 1948 года.

## Оценка фильма критикой
Как написал историк кино Рон Беккер, в этом «фильме много интересного». Здесь действует множество сил, имеющих собственные планы, в частности, партнёр Донатти намеревается выкрасть полотно у Сокола, как только тот заплатит за него, а у графа Дано нет средств, чтобы вернуть страховой компании полученные деньги за украденные у него картины, и он пытается подкупить Сокола, кроме того, есть художественный эксперт в Италии, который пытается перекупить картины. Беккер также отмечает, что в фильме нет «навязчивых комедийных сцен, которые обычно были изюминкой сериала RKO». Их заменили небольшие криминальные эпизоды, в частности, сцены с контрабандистом в самолете, Мартином Минеччи, приехавшим в Америку, чтобы украсть картину, и двумя головорезами, пытающимися выбить местонахождение картин из Уэринга. «Хотя эти сцены и не продвигают сюжет вперед, они тем не менее добавляют фильму таинственности».
С другой стороны, по мнению Беккера, «в целом фильм кажется пресным и зачастую скучным. И если Джон Калверт довольно хорош в роли Сокола и, несомненно, является одним из самых красивых детективов 1940-х годов, то остальной актёрский состав в целом разочаровывает». В частности, Джек Рейтцен в роли главного злодея не демонстрирует «ни угрозы, ни коварства, а отсутствие у него подлинной злобы снижает силу воздействия фильма». Критик также отмечает, что низкий бюджет фильма «ограничивает действие всего несколькими потрёпанными декорациями, а концовке явно не хватает зрелищности». Хотя там есть стрельба, она, по сути, происходит вне поля зрения камеры, а затем полиция просто задерживает злодея, когда тот пытается пройти к выходу. «Такая мягкая концовка типична для большей части фильма, в котором, хотя и есть интересная загадка, нет темпа или волнения» .
По мнению рецензента журнала TV Guide, это «типичный фильм низкобюджетной, непритязательной детективной серии о Соколе». Как написал историк кино Дерек Виннерт, это «выглядит как явно очень дешёвый фильм, со слабым производством и скучной детективной историей о банде расхитителей предметов искусства». Критик считает, что Калверт «не заменит в роли Сокола ни Джорджа Сандерса, ни Тома Конуэя».